# Piotr Bolótnikov
Piotr Grigórievich Bolótnikov (en ruso: Пётр Григо́рьевич Боло́тников; 8 de marzo de 1930 − 20 de diciembre de 2013) fue un atleta soviético especialista en carreras de larga distancia. Fue campeón olímpico de los 10.000 metros lisos en los Juegos Olímpicos de Roma 1960 y batió en dos ocasiones el récord del mundo de los 10.000 metros lisos.

## Biografía
Nació en Zinovkino, Krasnoslobodsky District, Mordovian ASSR (actual República de Mordovia). Bolotnikov empezó en el atletismo a los 20 años, cuando se unió al Ejército Soviético. Entrenó en la sociedad deportiva Spartak con el entrenador Grigori Nikíforov.
Bolotnikov ganó su primer título en los 10.000 metros lisos del Campeonato Nacional de 1957, superando al atleta Vladímir Kuts. Se proclamó campeón soviético de los 5.000 metros lisos y 10.000 metros lisos en 1958 y 1962. También ganó el Campeonato Nacional de los 10.000 metros lisos en 1964 y el Campeonato Nacional de campo a través en 1958.
Bolotnikov participó en los Juegos Olímpicos de Melbourne 1956 sin obtener ningún resultado destacable. En los Juegos Olímpicos de Roma 1960 ganó la medalla de oro y batió el récord olímpico en los 10.000 metros lisos, controló la carrera de principio a fin, superando a los principales favoritos que eran el alemán Hans Grodotzki y el neozelandés Murray Halberg. El 5 de octubre de 1960 en Kiev, consiguió correr los 10.000 metros lisos en 28:18,8, batiendo el récord del mundo en casi doce segundos (28:30,4).
Un mes antes del Campeonato Europeo de Atletismo de 1962 celebrado en Belgrado, el 11 de agosto de 1962 en Moscú, Bolotnikov consiguió mejorar su propio récord del mundo de los 10.000 metros lisos en 0,6 segundos (28:18,2), convirtiéndose en el principal favorito de la distancia para el Campeonato Europeo. En el Europeo ganó fácilmente los 10.000 metros lisos, pero sorprendentemente quedó tercero en los 5.000 metros lisos, por detrás del británico Bruce Tulloh y el polaco Kazimierz Zimny.
Participó en los Juegos Olímpicos de Tokio 1964 sin obtener ningún resultado destacable y en 1965 decidió retirarse del atletismo.
En 1959 obtuvo el título de Maestro Emérito de Deportes de la URSS y en 1960 recibió la Orden de Lenin.
Falleció el 20 de diciembre de 2013 a los 83 años.

## Palmarés
| Año  | Competición                             | Prueba        | Posición | Tiempo  | Notas |
| ---- | --------------------------------------- | ------------- | -------- | ------- | ----- |
| 1956 | Juegos Olímpicos de Melbourne 1956      | 5.000 metros  | 9.º      | 14:22,4 |       |
| 1956 | Juegos Olímpicos de Melbourne 1956      | 10.000 metros | 16.º     | -       |       |
| 1960 | Juegos Olímpicos de Roma 1960           | 10.000 metros | 1.º      | 28:32,2 | RO    |
| 1962 | Campeonato Europeo de Atletismo de 1962 | 5.000 metros  | 3.º      | 14:02,6 |       |
| 1962 | Campeonato Europeo de Atletismo de 1962 | 10.000 metros | 1.º      | 28:54,0 |       |
| 1964 | Juegos Olímpicos de Tokio 1964          | 10.000 metros | 25.º     | 30:52,8 |       |

- RO - Récord Olímpico